# Chełbia modra
Chełbia modra (Aurelia aurita) – gatunek krążkopława z typu parzydełkowców (Cnidaria).

## Występowanie
Chełbia modra to gatunek kosmopolityczny zamieszkujący oceany od 70° szerokości północnej do 40° szerokości południowej, stąd jest najczęściej spotykanym przedstawicielem gromady krążkopławów w Bałtyku.

## Budowa
Ciało chełbii pokrywa warstwa komórek o charakterze nabłonka pełniącego funkcję ochronną. Ciało jest galaretowate i przejrzyste, składa się w 98% z wody. Na obwodzie ciała chełbi występują ciałka brzeżne (ropalia) odbierające bodźce ze środowiska, np. światło. Otwór gębowy służy chełbi do spożywania pokarmu oraz do wydalania go; kiedy chełbia nie strawi całego pobranego pokarmu, wydala go tym samym otworem. Wokół otworu gębowego znajdują się cztery płaty gębowe – ramiona zaopatrzone w komórki parzydełkowe, wypełnione substancją parzącą, która umożliwia chełbi obronę i zdobywanie pokarmu. Jej jad jest niegroźny dla człowieka.
Przez to, że chełbia w przeważającej części składa się z wody, jej życie na lądzie byłoby niemożliwe. Kiedy chełbia zostaje wyrzucona na brzeg, co zdarza się często, jako że chełbie żyją blisko brzegu, zostaje wysuszona przez słońce, co kończy się jej śmiercią.

## Rozmnażanie
Chełbia rozmnaża się płciowo poprzez przemianę pokoleń. Osobniki męskie wytwarzają plemniki, natomiast żeńskie – komórki jajowe. Kiedy dojdzie do połączenia się komórki z plemnikiem, tworzy się larwa planula, która osiada na dnie. Z niej tworzy się powoli rozwijający się polip – pokolenie bezpłciowe. Kiedy polip rozwinie się w pełni, składa się z krążków, czyli staje się strobilą. Drogą strobilizacji (odrywania się w wyniku poprzecznych podziałów) od polipa odrywają się efyry, czyli młode chełbie, pokolenie płciowe. Chełbia modra może rozmnażać się także przez pączkowanie – z polipa rodzi się następny polip, który dorasta i strobilizuje się lub wypuszcza nowy pąk. Po oderwaniu się od mającego kilka krążków polipa efyra (krążek) po upływie czasu zamienia się w meduzę.